# Plioplateia triquetra
Plioplateia triquetra is een vlokreeftensoort uit de familie van de Pleioplateidae. De wetenschappelijke naam van de soort is voor het eerst geldig gepubliceerd in 1916 door K.H. Barnard.